# Hugh J. Anderson

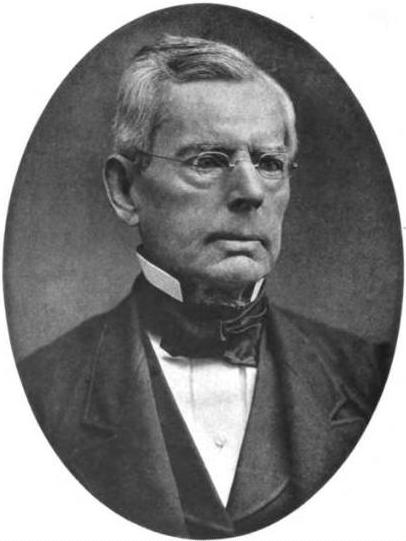
Hugh J. Anderson

Hugh Johnston Anderson (* 10. Mai 1801 in Wiscasset, Lincoln County, heutiges Maine, damals Massachusetts; † 31. Mai 1881 in Portland, Oregon) war ein US-amerikanischer Politiker und von 1844 bis 1847 Gouverneur des Bundesstaates Maine.

## Frühe Jahre und politischer Aufstieg
Hugh Anderson besuchte die örtlichen Schulen seiner Heimat. Nach dem Tod seines Vaters arbeitete er in dem Ladengeschäft seines Onkels. Später wurde er Teilhaber des Ladens. Im Jahr 1827 wurde für ein Jahr am Gericht im Waldo County angestellt. Von 1837 bis 1841 vertrat Anderson als demokratischer Abgeordneter seinen Staat im US-Repräsentantenhaus. Im Jahr 1843 wurde er als Kandidat seiner Partei zum Gouverneur von Maine gewählt.

## Gouverneur von Maine und weiterer Lebenslauf
Anderson trat sein Amt am 5. Januar 1844 an. In den Jahren 1845 und 1846 wurde er jeweils in seinem Amt bestätigt. In seiner Amtszeit stellten sich der Staat Maine und sein Gouverneur in der nationalen Debatte um die Frage der Sklaverei eindeutig auf die Seite der Gegner dieser Institution. Nach dem Ende seiner Amtszeit am 12. Mai 1847 bewarb sich Anderson erfolglos um einen Sitz im US-Senat. Im Jahr 1853 wurde er im US-Finanzministerium in der Zollbehörde angestellt; dieses Amt übte er fünf Jahre lang aus. Dann war er bis 1859 Mitglied eines Ausschusses zur neuen Organisation der Münzanstalt in San Francisco. Sein letztes öffentliches Amt bekleidete er zwischen 1866 und 1869 als Revisor im US-Finanzministerium. Hugh Anderson starb am 31. Mai 1881. Er war mit Martha J. Dummir verheiratet, mit der er sechs Kinder hatte.